# Гедрис, Казис Юозович

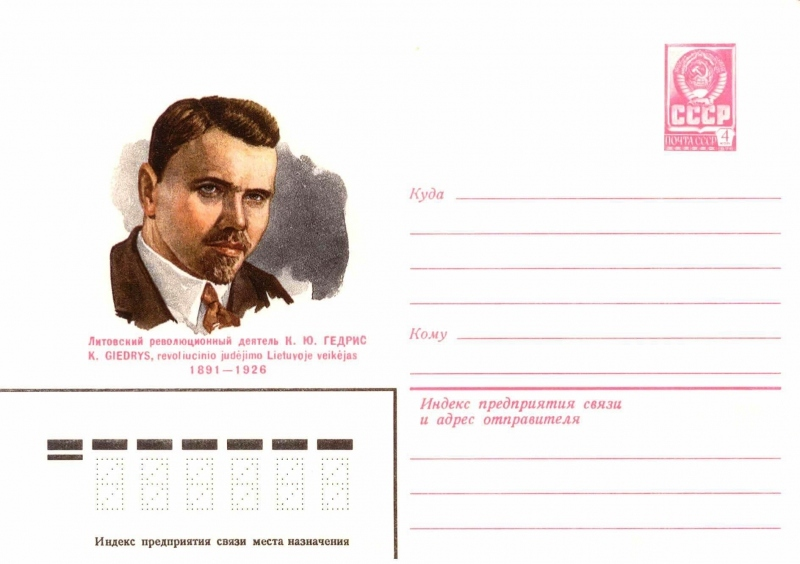
Посвящённый К. Ю. Гедрису художественный маркированный конверт СССР 1981 года

Ка́зис Юо́зович Ге́дрис (лит. Kazys Giedrys; 15 марта 1891, местечко Салос, ныне Рокишкский район — 27 декабря 1926, Каунас) — литовский политик, видный деятель коммунистического движения Литвы.

## Биография
Сын пономаря. Участник Октябрьской революции в Петрограде, подавления мятежа Керенского — Краснова. С марта 1918 года председатель Петроградской литовской секции РКП(б) и Петроградского отделения Комиссариата по литовским делам.
С января 1919 года представитель Временного рабоче-крестьянского правительства Литвы, с марта 1919 — СНК Литовско-Белорусской ССР при СНК РСФСР. Делегат 8-го съезда РКП(б). С сентября 1919 секретарь подпольного центрального бюро КП Литвы и Белоруссии в оккупированном поляками Вильнюсе. В июне 1920 арестован. По обмену политзаключёнными между РСФСР и Польшей в марте 1921 прибыл в Москву. Делегат 1-го и 3-го конгрессов Коминтерна. С ноября 1921 секретарь Литовской секции при ЦК РКП(б). С 1923 в партийном подполье в Каунасе, член ЦК КП Литвы.

## Военный переворот в Литве (1926)
Арестован после происшедшего под руководством Смятоны 17 декабря переворота в Литве. Вместе с другими руководящими работниками Коммунистической партии Литвы предстал перед военным трибуналом по обвинению в подготовке к коммунистическому восстанию и вместе с Юозасом Грейфенбергерисом, Раполасом Чарнасом и Каролисом Пожелой приговорен к смертной казни. Осуждённые были расстреляны 27 декабря 1926 в VI форте Каунаса.

## Память
- В 1973 году в Каунасе был установлен памятник «Четверо коммунистов» (иначе «Четверо коммунаров»; скульпторы Бронюс Вишняускас и Наполеонас Пятрулис), ныне находящийся в экспозиции советских скульптур в парке Грутас[1] .
- Имя Казиса Гедриса носило Каунасское Производственное Меховое Объединение Министерства Лёгкой Промышленности ЛССР.